# مونستر إن لو
مونستر إن لو (بالإنجليزية: Monster-in-Law)‏ هو فيلم كوميدي رومانسي أُصدر عام 2005 من إخراج روبرت لوكتيك، من تأليف أنيا كوتشوف وبطولة جين فوندا، وجنيفر لوبيز، ومايكل فارتان، وواندا سايكس. كانت بمثابة عودة إلى السينما لفوندا، كونها أول فيلم لها منذ ستانلي وإيريس في عام 1990. استقبل النقاد الفيلم بشكل سلبي من قبل النقاد الذين أشادوا بفوندا لكنهم انتقدوا لوبيز والسيناريو. حقق الفيلم نجاحاً كبيراً في شباك التذاكر، حيث حقق 154 مليون دولار أمريكي على ميزانية 43 مليون دولار أمريكي.

## القصة
تشارلي كانتيليني (جينيفر لوبيز) عارضة مؤقتة/مربية كلاب/مدربة يوجا ومصممة أزياء طموحة من فينسيا، كاليفورنيا، تلتقي بالطبيب كيفين فيلدز (مايكل فارتان). في البداية، تعتقد أنه مثلي الجنس بسبب كذبة أخبرتها صديقتها السابقة الانتقامية فيونا (مونيت مازور). ولكن بعد ذلك يسألها كيفين للخروج وتعتقد أنها وجدت الرجل المناسب أخيراً.
تبدأ الأمور بالسوء عندما يقدم كيفن تشارلي إلى والدته، فيولا (جين فوندا)، وهي مذيعة أخبار سابقة تم استبدالها مؤخراً بشابة، مما تسبب في انهيارها ومهاجمة ضيفها على الهواء. تكره فيولا على الفور، وتصبح فيولا أكثر إثارة للدهشة عندما يقترح كيفن على تشارلي الزواج. تخشى أنها ستفقد ابنها بنفس الطريقة التي فقدت بها حياتها المهنية. فتشرع في تدمير العلاقة بين كيفن وتشارلي، وتطلب المساعدة من مساعدتها روبي (واندا سايكس). تحاولان الاثنتان كل شيء ممكن لطرد تشارلي، حتى خداعها في تناول المكسرات، مما يؤدي إلى رد فعل تحسسي شديد.
أدركت تشارلي في نهاية المطاف خطة فيولا وتقاتل من خلال تدمير غرفة نومها والعبث بأدويتها. في يوم زفاف تشارلي، تظهر فيولا وهي ترتدي فستاناً أبيض بدلاً من ثوب الخوخ الذي صنعته تشارلي خصيصاً لها. يؤدي هذا إلى مواجهة عنيفة بين الاثنتين، حيث ترفض فيولا قبول تشارلي وتقول إنها لن تكون جيدة بما يكفي لكيفن. فجأة، تظهر حماة فيولا الرهيبة، جدة كيفن جيرترود (إلين ستريتش)، ولديها حجة ساخطة. إن استياء جيرترود من فيولا يشبه إلى حد كبير مشاعر فيولا بالعداء تجاه تشارلي، التي قررت التراجع لأنها تشعر أن الشيء نفسه سيحدث لهم خلال 30 عاماً.
تخرج تشارلي لتخبر كيفن أن الزفاف سوف يلغى لإنقاذ علاقته مع والدته. ولكن قبل أن يحدث ذلك، تدخل روبي وتقول أن جهود فيولا ضد تشارلي لجعل كيفن سعيداً لا مبرر لها. تدرك فيولا في النهاية أنها تريد من تشارلي أن يبقى، ويتصالحان. ثم شرحت تشارلي لفيولا أنها تريدها أن تبقى.
يتزوجا تشارلي وكيفين، وعندما تلقي تشارلي باقة زفافها، تمسكها فيولا. بينما يذهبا تشارلي وكيفين لقضاء شهر العسل، وينتهي الفيلم بمغادرة فيولا وروبي للاحتفال.

## روابط خارجية
- مونستر إن لو على موقع IMDb (الإنجليزية)
- مونستر إن لو على موقع ميتاكريتيك (الإنجليزية)
- مونستر إن لو على موقع الموسوعة البريطانية (الإنجليزية)
- مونستر إن لو على موقع روتن توميتوز (الإنجليزية)
- مونستر إن لو على موقع نتفليكس (الإنجليزية)
- مونستر إن لو على موقع قاعدة بيانات الأفلام العربية
- مونستر إن لو على موقع ألو سيني (الفرنسية)
- مونستر إن لو على موقع أول موفي (الإنجليزية)
- مونستر إن لو على موقع بوكس أوفيس موجو (الإنجليزية)
- مونستر إن لو على موقع فيلمافينيتي (الإسبانية)